# ブラッドハーレーの馬車
『ブラッドハーレーの馬車』（ブラッドハーレーのばしゃ）は、沙村広明による日本の漫画作品。『マンガ・エロティクス・エフ』（太田出版）においてvol.32からvol.47まで不定期に連載された。単行本は全1巻。
「赤毛のアンのような作品を描きたい」という沙村の希望により連載が開始されたが、共通性は登場人物の名前と馬車や孤児院、切妻屋根といったいくつかの要素程度であり、ストーリー的な共通性はない。登場する国家なども、議員制政治を敷いた近代西洋のどこか程度の設定のみで、細かくは行われていない。タイトルにもあるように、毎回馬車が登場する。ブラッドハーレー家に養女として貰われて行く少女達の過酷で残酷な運命を描く物語である。

## あらすじ
とある時代のとある国にて、国内有数の資産家であり、貴族院議員であった公爵ニコラ・A・ブラッドハーレーは、「ブラッドハーレー聖公女歌劇団」という劇団を経営していた。その劇団の構成員は全てブラッドハーレーの養女であり、全国の孤児院から集められていた。「ブラッドハーレー聖公女歌劇団」は、孤児院で生活する少女達の憧れの存在であり、ブラッドハーレーの養女に貰われて行く娘は羨望の眼差しで見られた。ところが、毎年ブラッドハーレー家の養女として貰われて行く人数と、劇団員の人数には圧倒的な開きがあった。
この国でかつて発生した「ヘンズレーの暴動」と呼ばれる囚人・看守合わせて37人が死亡した刑務所での集団脱獄・暴動事件。国は、こういった事件を恒久的に防止する為のプログラムを策定・実施しはじめる。そのプログラムは服役者の性的欲求・破壊欲求を解消させるため、全国の孤児院より女子を買い取り、年1回、無期服役者に対して与えるというおぞましいものであった。10年20年の長期服役者に対して参加権が与えられないのはその計画の残忍性からであった。その計画『1/14計画案』（通称・パスカの祭り）と呼ばれる文書を発議し、実行に移した人物こそが、貴族院議員ブラッドハーレーであった。

## 書誌情報
- 沙村広明 『ブラッドハーレーの馬車』 太田出版〈Fx COMICS〉、2008年1月13日初版発行、ISBN 978-4-7783-2051-5